# Vassline
Vassline (바세린) ist eine 1996 gegründete Metalcore-Band aus Seoul, Südkorea.

## Geschichte
Vassline wurde im Jahr 1996 in der südkoreanischen Hauptstadt Seoul gegründet und besteht nach mehreren Besetzungswechseln aus dem Sänger Shin Woo-Seok, dem Gitarristen Jo Min-Yeong, dem Bassisten Lee Gi-Ho und dem Schlagzeuger Seung Moon-Yung. Letzterer spielt zudem in der südkoreanischen Metalband Metamorphosis. Gitarrist Kangto Lee verließ die Gruppe um sich auf seine Arbeit mit seinem Magazin Watchout! zu widmen, während Schlagzeuger Choi Hyeon-Jin seine schulische Laufbahn fortsetzt.
In ihrer Karriere veröffentlichten Vassline bisher vier vollwertige Studioalben, drei Kompilationen, zwei EPs, sowie eine Demo. Das 2004 veröffentlichte Blood of Immortality wurde im darauffolgenden Jahr für einen Korean Music Awards, dem südkoreanischen Äquivalent zu den US-amerikanischen Grammys, in der Kategorie Bestes Rockalbum nominiert und gewann diese Auszeichnung.
Im September des Jahres 2005 spielte die Band ihre ersten drei Konzerte in den Vereinigten Staaten, wovon zwei in Chicago, Illinois stattfanden. Auch war die Gruppe bereits im Vorprogramm von Shadows Fall und Arkangel zu sehen.
In der heimischen Metalszene gelten Vassline als Pioniere des südkoreanischen Metalcores.

## Stil
Die Musik von Vassline ist auf Blood of Immortality phasenweise vergleichbar mit Gruppen wie Terror und Comeback Kid. Dabei verarbeitet die Band Einflüsse des europäisch angehauchten Metalcore und skandinavischen Death Metal.

## Diskografie
- 1997: Club Hardcore, Vol. 1 (Kompilation)
- 1998: 3000 Punk (Kompilation)
- 1999: One Family, Vol. 1 (Kompilation)
- 2000: Bloodthirsty (EP, GMC Records)
- 2001: Missing Link (Demo)
- 2002: The Portrait of Your Funeral (Album, WEA International)
- 2004: Blood of Immortality (Album, Dope Entertainment)
- 2006: The Splitsphere (Split-EP mit Myproof, GMC Records)
- 2007: Permanence (Album, GMC Records)
- 2013: Black Silence (Album, GMC Records)
- 2014: Conspiracy Theory (Single, GMC Records)
- 2017: Memoirs of the War (Best-Of-Album, GMC Records)[8]

## Auszeichnungen
| Jahr | Auszeichnung        | Kategorie        | für                  | Resultat  | Quellen     |
| ---- | ------------------- | ---------------- | -------------------- | --------- | ----------- |
| 2005 | Korean Music Awards | Bestes Rockalbum | Blood of Immortality | Gewonnen  | [ 2 ] [ 9 ] |
| 2008 | Korean Music Awards | Bestes Rockalbum | Permanence           | Nominiert | [ 10 ]      |